# Георги Нестонг Дука
Георги Нестонг Дука (на сръбски: Георгије Нестонг Дука) е сръбски военачалник, кефалия на Сяр през 50-те години на XIV век. Той е един от пратениците на сръбския цар Стефан Душан  (1331 – 1355), които преговарят в Авиньон за сключването на църковна уния с Католическата църква.

## Биография
Дука е на служба в Сръбското царство при цар Душан. Споменава се в 1354 и в 1357 година в Сяр. В 1354 година Дука е сред пратениците на царя, пътували до Авиньон. След поражението, нанесено на сръбския военачалник Градислав Борилович от османските сили на емир Орхан, на служба при византийския император Йоан VI Кантакузин, близо до Димотика, сръбският цар се опитва да постигне споразумение с папата за сключване на църковна уния и организиране на кръстоносен поход срещу турците. По това време Сръбската патриаршия е в конфликт с Константинополската. Патриарх Калист I Константинополски (1350 – 1353) официално отлъчва сръбския цар и патриарх, а църковният разкол е разрешен едва по време на управлението на княз Лазар Хребелянович. Следователно за Душан е по-лесно да приеме унията с Католическата църква. От 1309 година папите са със седалище в Авиньон, а царят изпраща там свои представители, включително Дука Нестонг. Освен него в мисията участват Божидар (придворен съдия) и Дамян от Котор (апокрисарх). Мисията не постига желаните резултати, а и скоро сръбският цар умира. Нестонг Дука се споменава в 1357 година на длъжността кефалия на Сяр в Сярското княжество. В 1360 година той вече не е кефалия, защото се появява с титлата велик папия. Принадлежал към кръга на интелектуалния елит и е автор на голяма хроника. Участвал в работата на вселенския съд в спора за границите между Алипийския манастир и Дука Коресис. Коресис успява да докаже собствеността върху спорните територии.
Дука умира след 1360 година.